# Silvia Fernández Barrio
Silvia Fernández Barrio, nacida como Silvia Graciela Fernández, es una conductora periodista argentina nacida el 17 de diciembre de 1952.

## Trayectoria
Durante la dictadura del Proceso de Reorganización Nacional fue contratada en 1977 por Carlos Montero, vicepresidente e interventor del canal estatal ATC, para conducir "60 Minutos", el noticiero de la emisora a cargo de la Armada Argentina. Siendo secretaria de Carlos Montero, gerente de programación de ATC durante la dictadura entre 1976-1983, le propuso convertirse en la cara de "60 Minutos" el noticiero del canal. Con la dirección periodística de Horacio Larrosa, el programa se convirtió en la herramienta de propaganda de las Fuerzas Armadas. trabajando para ATC desde 1978 hasta 1983. Desde allí acompañaría a Jorge Rafael Videla cómo su secretaria de prensa a giras internacionales, entre ellas a Japón.
Fernández Barrio fue locutora de Radio Liberty, creado por las Fuerzas Armadas argentinas durante la guerra de las Malvinas para los soldados británicos, quienes la identificaban como «Argentine Annie», siendo la voz de la guerra psicológica de la Armada durante el conflicto por Malvinas.
Entre 1986 y 1987 formó parte de La mañana de Radio Buenos Aires en Radio Buenos Aires, junto a Raúl Urtizberea, Oscar Otranto, Carlos Burone y Oscar del Priore.[cita requerida]
Como política fue aspirante a diputada en una lista que encabezaba el exdiputado Eduardo Varela Cid, en la que también figuraban Juan Carlos Mareco y Fernando Siro.En los 90 fue a Colombia, mas precisamente a TVMC, el canal de TV más importante de Medellín.
En 1996 estuvo detenida más de 20 horas por presunta tenencia de drogas en un confuso operativo organizado por la Dirección de Drogas Peligrosas de la Policía de Salta. La  detención de Silvia alcanzó en la provincia norteña una repercusión que acabó por frustrar la investigación que la policía se hallaba realizando.
En 1998 en el marco de una causa por narcotráfico que llevaba adelante el juez federal Abel Cornejo, se constató la existencia de cocaína y marihuana en el automóvil y en la vivienda de Fernández Barrio en el marco de una investigación contra el narcotráfico.
Durante un período vivió en Salta, en donde condujo el noticiero local, y en un programa radial protagonizó un incidente por consumo de drogas, por lo que fue separada del canal. En Salta  fue detenida por su presunta su vinculación con un hombre que distribuía cocaína y marihuana en esa ciudad. Tiempo más tarde admitió haber consumido altas dosis diarias de cocaína.
Durante su cobertura al atentado a la Embajada de Israel, Silvia Fernández Barrios gritó que alguien le había "tocado la cola", mientras los bomberos pedían silencio para poder hallar entre los escombros a las víctimas, culpando luego a ese incidente por el fin de su carrera.
En 2016, condujo un programa en Canal 9 llamado Zona I acompañada por Mercedes Mendoza, Cynthia García, Pablo Duggan, Mariana Moyano, Hernán Letcher y Francisco Quintana.
Desde 2022 forma parte del programa Momento D por El Trece, conducido por Fabián Doman y acompañada por un panel integrado por Gabriel Schultz, Sebastián "Pampito" Perelló Aciar, Cinthia Fernández, Carmela Bárbaro y Darian "Rulo" Schijman.
Desde 2023 ha mostrado un fuerte apoyo y militancia a favor del gobierno de Javier Milei al punto de quedar en el ojo de la polémica por difundir fake news contra artistas críticos al gobierno.También causó polémica la actitud de Barrios de sumarse a los ataque personales del presidente a diferentes periodistas, lo que fue reprochado por el actor Juan Gil Navarro.
- 1992: Metete. ATC.
- 1992/1993: ATC 24.
- 1994: Memoria. Canal 9.[cita requerida]
- 2002 - 2003-2004: Yo amo a la TV. Canal 7.
- 2011: Zona de azar.[cita requerida]
- 2012: Protagonistas del juego.
- 2013 - 2016: Intratables. América TV.
- 2014: ¿Qué no te gusta de vos? América TV.
- 2014: La buena vida - ACUA Mayor.
- 2016: La mesa esta lista. Canal Trece.
- 2016: Zona I (Zona de investigación). Canal 9.
- 2017 - 2019: El diario de Mariana. Canal Trece.
- 2022: Momento D. Canal Trece.
- 2023: Bien de mañana | Canal Trece | Panelista
- 2024: Nuevediario "40 años". Canal 9.
- 2025: Mujeres argentinas. Canal Trece.

## Enfermedad
Desde los 18 años está enferma de psoriasis que le afecta la piel. 